# Muniek
Muniek – pierwszy album studyjny Muńka Staszczyka. Został wydany 15 marca 2010 roku przez wytwórnię muzyczną Sony Music. Nagrania dotarły do 3. miejsca lisy OLiS.
W lipcu 2010 roku pochodząca z płyty kompozycja „Święty” została nominowana do nagrody Superjedynki w kategorii „Przebój Roku”. Jednakże wokalista odmówił udziału w plebiscycie.

## Lista utworów
Opracowano na podstawie materiału źródłowego.
1. „Tina” (3:25)
2. „Georgie Brown” (3:05)
3. „Stary Boy” (3:37)
4. „Kain i Abel” (4:21)
5. „Ring Dong” (3:56)
6. „Gan” (4:05)
7. „Hot Hot Hot” (3:56)
8. „Njutella Marcella” gościnnie Kora (3:05)
9. „Dzieje grzechu” gościnnie Anna Maria Jopek (4:34)
10. „Święty” (3:41)

## Twórcy
Opracowano na podstawie materiału źródłowego.
| - Zygmunt „Muniek” Staszczyk - śpiew - Jan Benedek - produkcja, gitara, instrumenty klawiszowe, śpiew - Michał Marecki - instrumenty klawiszowe - Jacek „Szafran” Szafraniec - gitara basowa - Marcin „U1” Ułanowski - perkusja - Ania Brachaczek - śpiew (utwór 3) - Grzegorz „Budzik” Chudek - perkusja (utwór 3) | - Jakub Czubak - gitara basowa (utwór 7) - Olga „Kora” Jackowska - śpiew (utwór 8) - Anna Maria Jopek - śpiew (utwór 9) - Maciej Kulesza - instrumenty klawiszowe (utwór 3) - Paweł Nazimek - śpiew (utwór 10) - Jan Pęczak - śpiew (utwór 10) |